# Judo-Weltmeisterschaften 1967
Die 5. Judo-Weltmeisterschaften 1967 fanden vom 9. bis zum 11. August in Salt Lake City in den Vereinigten Staaten statt.

## Ergebnisse

### Männer
| Gewichtsklasse | Gold              | Silber           | Bronze                             |
| -------------- | ----------------- | ---------------- | ---------------------------------- |
| bis 63 kg      | Takafumi Shigeoka | Hirofumi Matsuda | Kim Byung-sik Sergei Suslin        |
| bis 70 kg      | Hiroshi Minatoya  | Park Kil-sun     | Takehide Nakatani Park Cheong-sam  |
| bis 80 kg      | Eiji Maruki       | Martin Poglajen  | Shin’ichi Enshū Brian Jacks        |
| bis 93 kg      | Nobuyuki Satō     | Osamu Satō       | Ernst Eugster Peter Herrmann       |
| über 93 kg     | Willem Ruska      | Nobuyuki Maejima | Ansor Kiknadse Takeshi Matsuzaka   |
| Offene Klasse  | Mitsuo Matsunaga  | Klaus Glahn      | Peter Herrmann Masatoshi Shinomaki |

## Medaillenspiegel
| Rang | Land                   | Gold | Silber | Bronze | Gesamt |
| ---- | ---------------------- | ---- | ------ | ------ | ------ |
| 1    | Japan                  | 5    | 3      | 4      | 12     |
| 2    | Niederlande            | 1    | 1      | 1      | 3      |
| 3    | Deutschland            | –    | 1      | 2      | 3      |
| 3    | Südkorea               | –    | 1      | 2      | 3      |
| 5    | Sowjetunion            | –    | –      | 2      | 2      |
| 6    | Vereinigtes Königreich | –    | –      | 1      | 1      |
|      | Total                  | 6    | 6      | 12     | 24     |